# Marco Tizza
Marco Tizza (n. 6 de fevereiro de 1992 em Giussano) é um ciclista italiano, atualmente corre para a equipa UCI Continental Amore & Vita-Prodir.

## Palmarés
2014
8º Piccolo Giro di Lombardia
2015
8º Coppa della Pace
10º Porec Trophy
2016
5º Memorial Marco Pantani
6º Boucles de l'Aulne
7º Grand Prix de Plumelec-Morbihan
8º Coppa Agostoni
8º Grand Prix Pino Cerami
10º Giro dell'Appennino
2017
4º Geral Ronde de l'Oise
5º Geral Sibiu Cycling Tour
6º Coppa Agostoni
2018
2nd Volta Limburg Classic
3rd Trofeo Matteotti
5º Giro della Toscana
9º Memorial Marco Pantani
2019
1st Stage 3 Sibiu Cycling Tour
1st Stage 5 Volta a Portugal
9º Grand Prix de Plumelec-Morbihan
9º Grand Prix of Aargau Canton
10º Gran Premio di Lugano